# Euphyia flavidula
Euphyia flavidula är en fjärilsart som beskrevs av Claude Herbulot 1988. Euphyia flavidula ingår i släktet Euphyia och familjen mätare. Inga underarter finns listade i Catalogue of Life.